# Маково (Болгария)
Маково (болг. Маково) — село в Болгарии. Находится в Тырговиштской области, входит в общину Тырговиште. Население составляет 249 человек (2022).

## Политическая ситуация
В местном кметстве Маково, в состав которого входит Маково, должность кмета (старосты) исполняет Мехмед Фаик Елебашы (Движение за права и свободы (ДПС)) по результатам выборов правления кметства.
Кмет (мэр) общины Тырговиште — Красимир Митев Мирев (инициативный комитет) по результатам выборов в правление общины.